# 1350
- Wikisource

| Calendário gregoriano                                                        | 1350 MCCCL                                            |
| Ab urbe condita                                                              | 2103                                                  |
| Calendário arménio                                                           | 799 – 800                                             |
| Calendário bahá'í                                                            | -494 – -493                                           |
| Calendário budista                                                           | 1894                                                  |
| Calendário chinês                                                            | 4046 – 4047 Início a 8 de fevereiro (aproximadamente) |
| Calendário copta                                                             | 1066 – 1067                                           |
| Calendário etíope                                                            | 1342 – 1343                                           |
| Calendários hindus - Vikram Samvat - Calendário nacional indiano - Cáli Iuga | 1405 – 1406 1271 – 1272 4450 – 4451                   |
| Calendário Holoceno                                                          | 11350                                                 |
| Calendário islâmico                                                          | 751 – 752                                             |
| Calendário judaico                                                           | 5110 – 5111                                           |
| Calendário persa                                                             | 728 – 729                                             |
| Calendário rúnico                                                            | 1600                                                  |
| Calendário solar tailandês                                                   | 1893                                                  |

1350 (MCCCL, na numeração romana) foi um ano comum do século XIV do Calendário Juliano, da Era de Cristo, a sua letra dominical foi C (52 semanas), teve início a uma sexta-feira e terminou também a uma sexta-feira.
| Ano completo                       |
| ---------------------------------- |
| Ano comum com início à sexta-feira |

## Nascimentos
- João Gomes do Lago, nobre medieval português, foi Senhor da Torre do Lago.
- Lopo Gomes de Lira, meirinho-mor de Entre Douro e Minho.
- Madhava de Sangamagrama, matemático indiano (m. 1425).
- Fernando Rodrigues de Siqueira, Grão-Mestre de Avis e Regedor do Reino (m. 1433).

## Mortes
- 26/27 de Março - Afonso XI de Castela
- 22 de Agosto - Rei Filipe VI de França
- Vasco Anes de Soalhães, 1.º senhor do morgado de Soalhães.